# 维勒萨万城堡

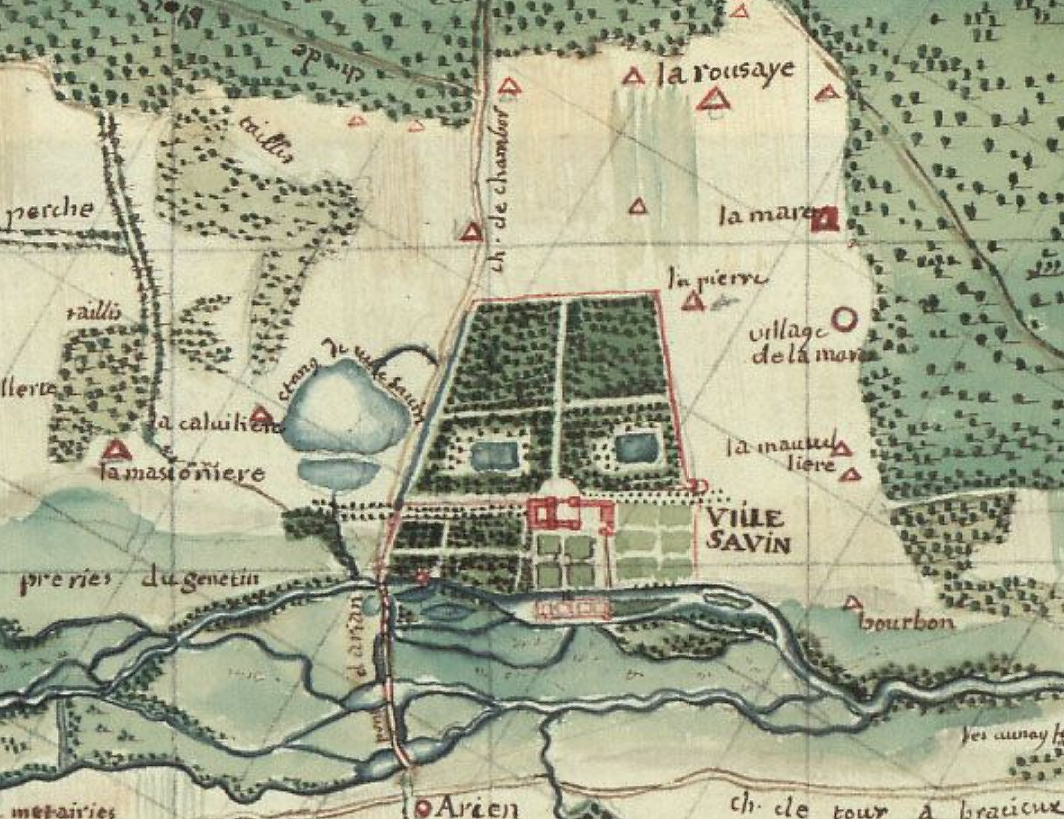

维勒萨万城堡（Château de Villesavin，法語發音：[ʃɑto də vilsavɛ̃]）是一座16世纪法国城堡，建于1527-1537年，法国文艺复兴风格，位于中央-卢瓦尔河谷大区卢瓦-谢尔省布卢瓦区市镇索洛涅地区图尔。1928年5月10日列为法国历史遗迹。

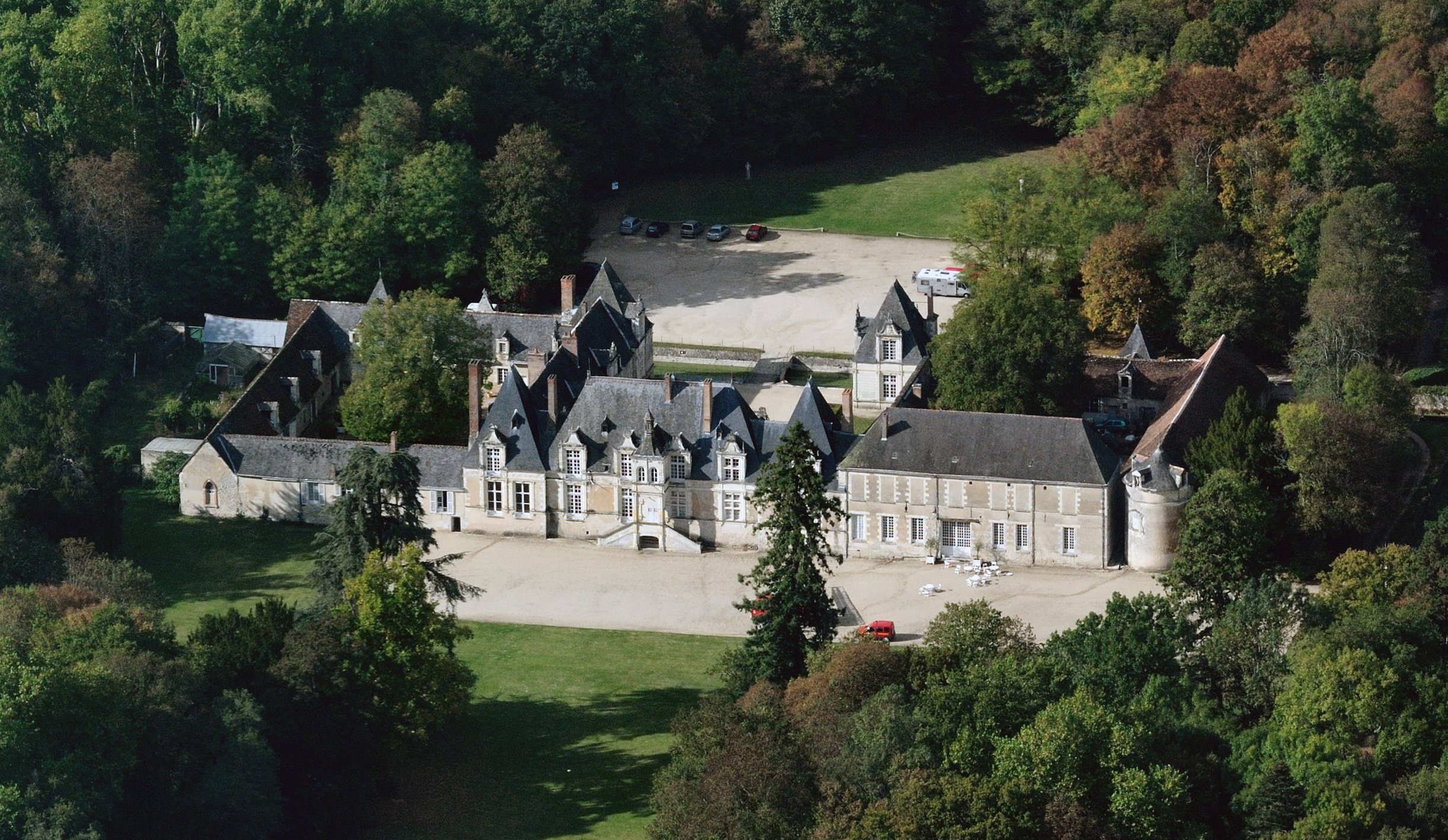
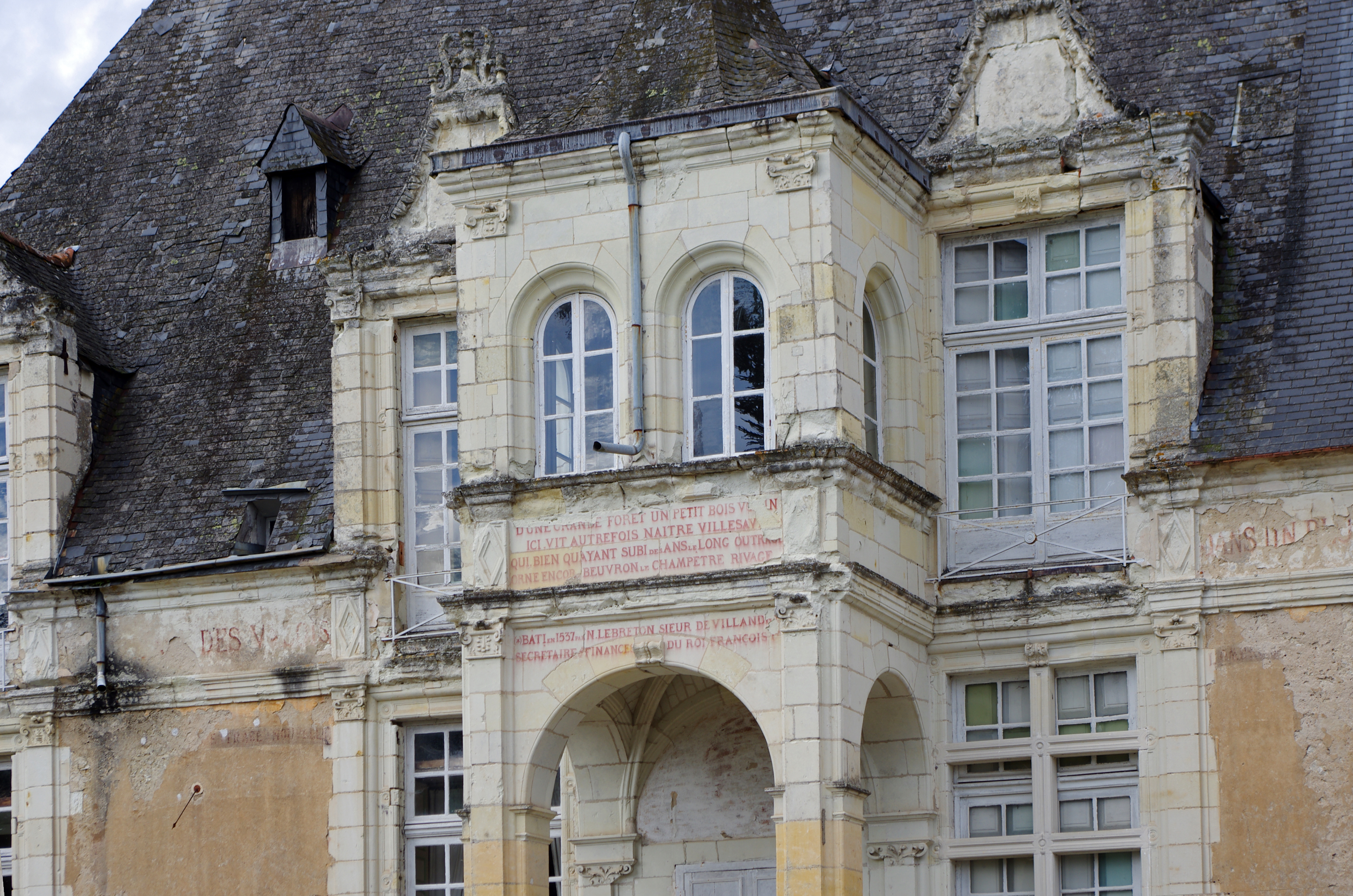
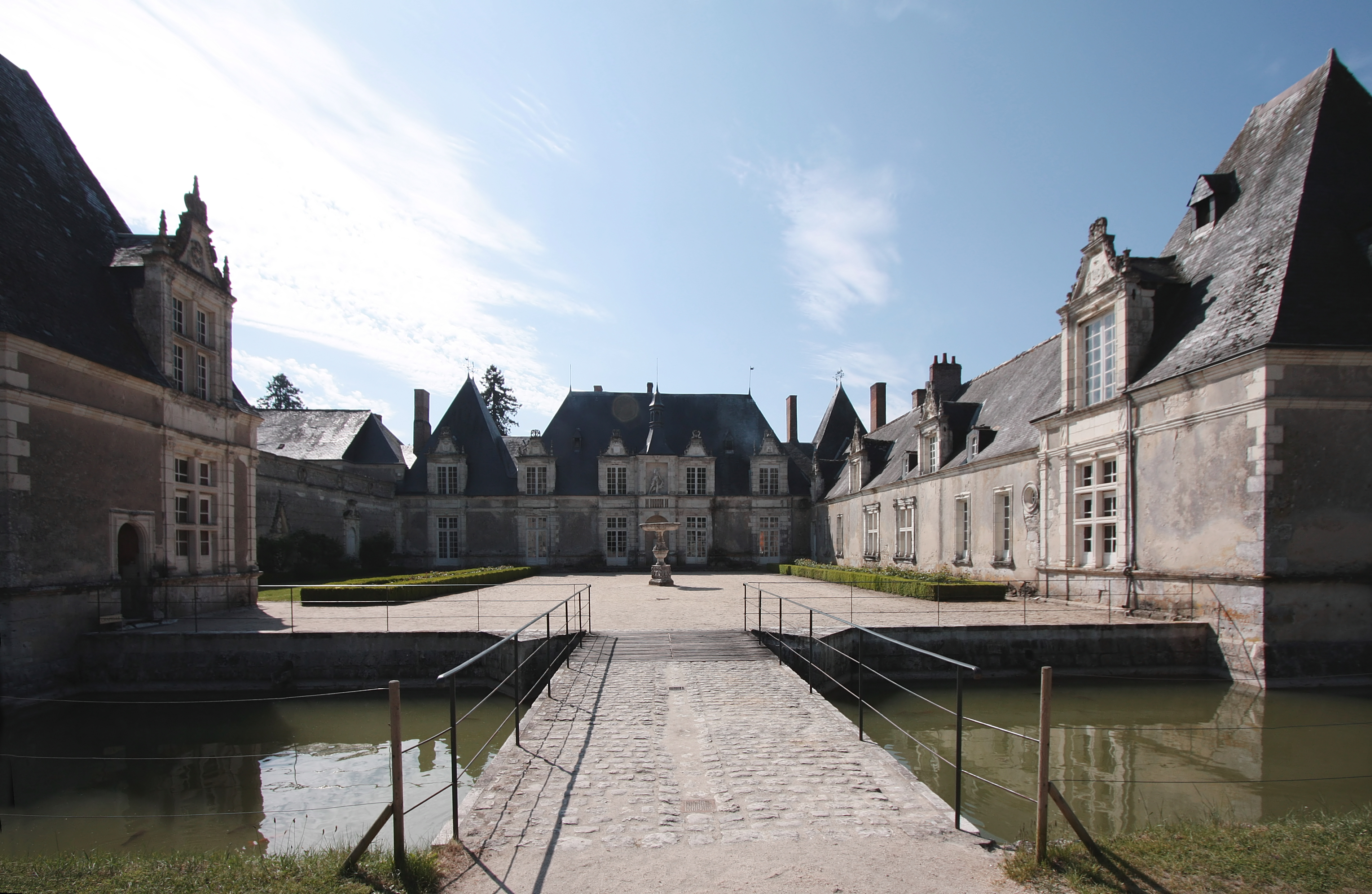
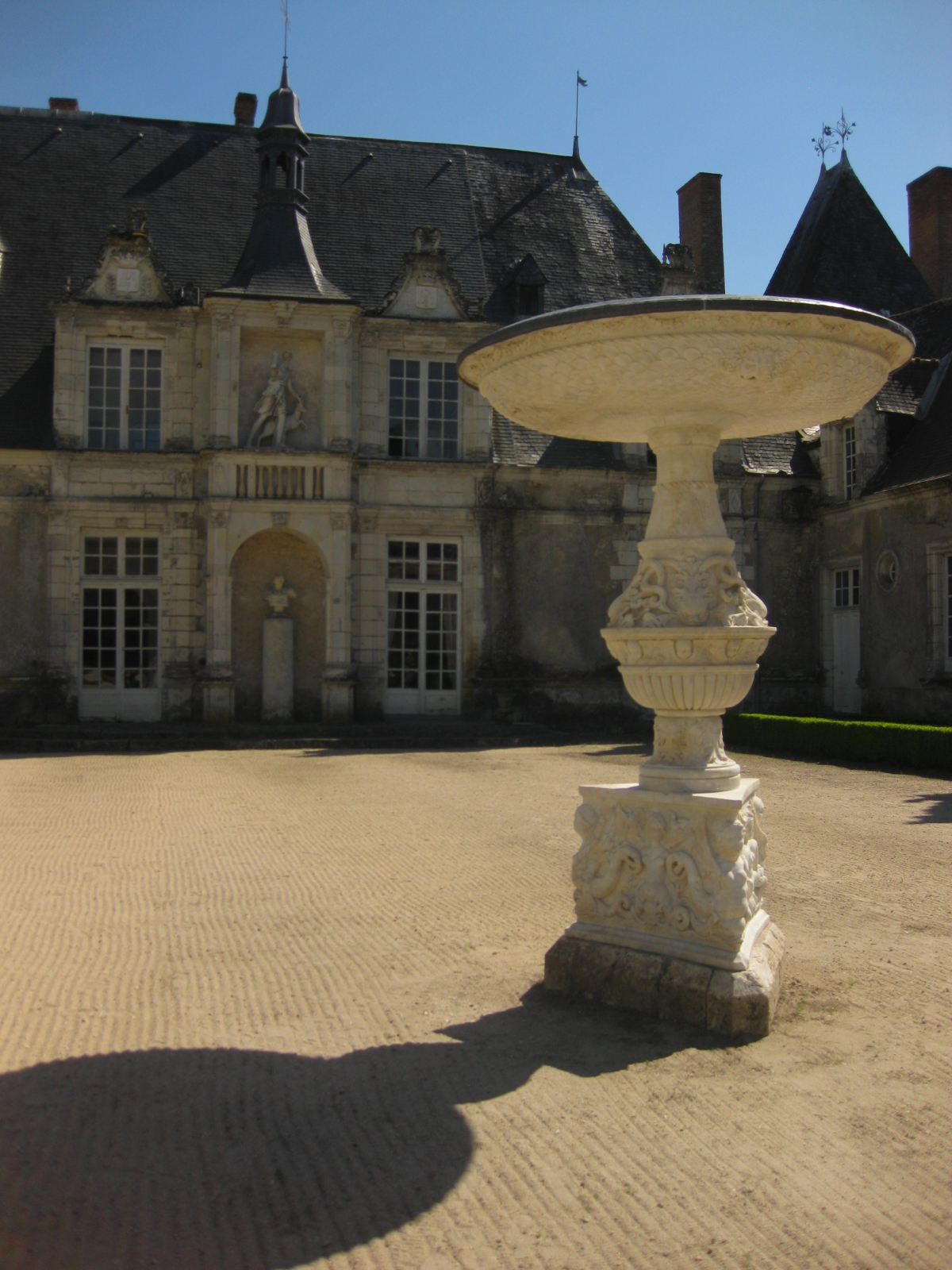
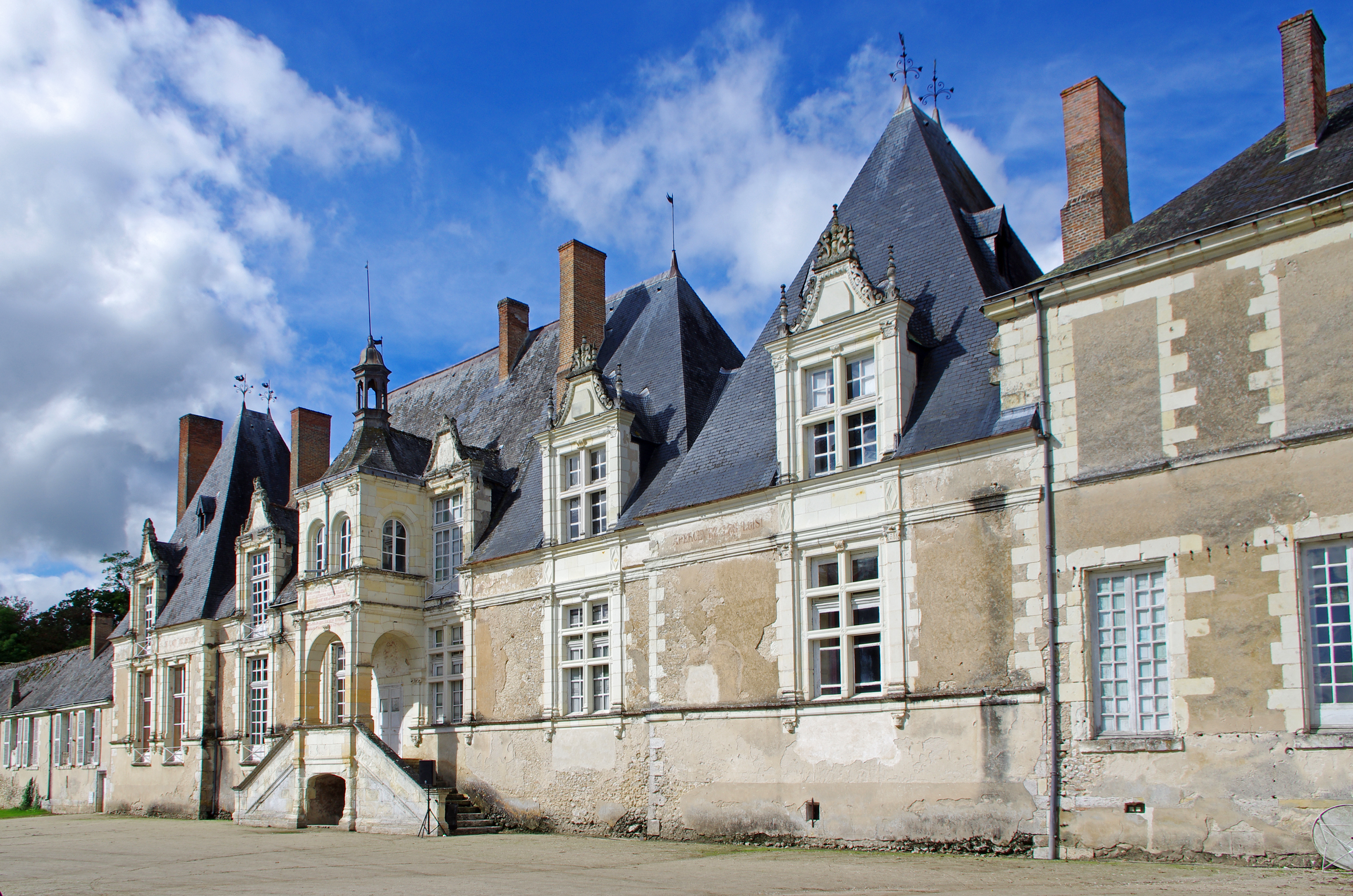
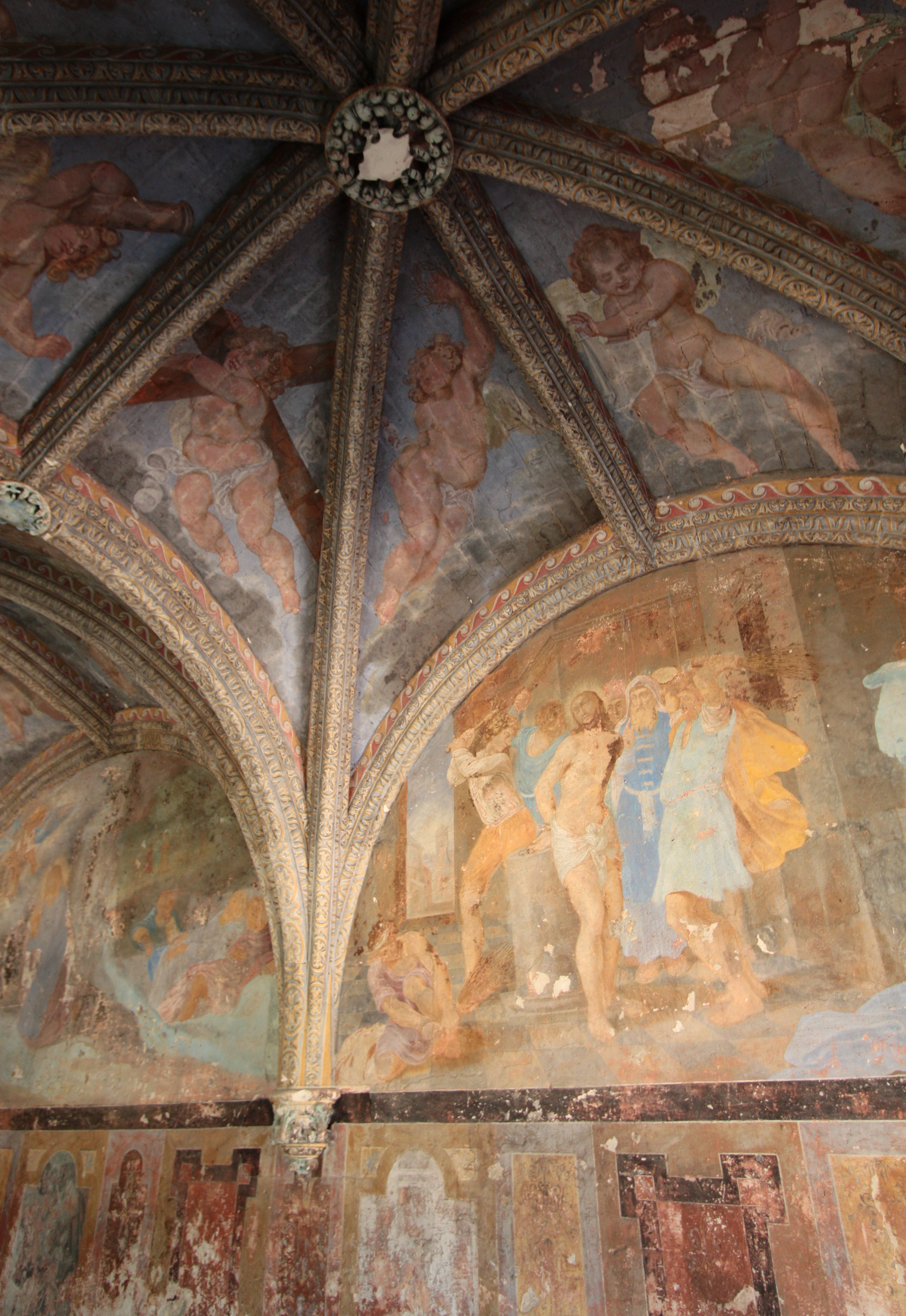
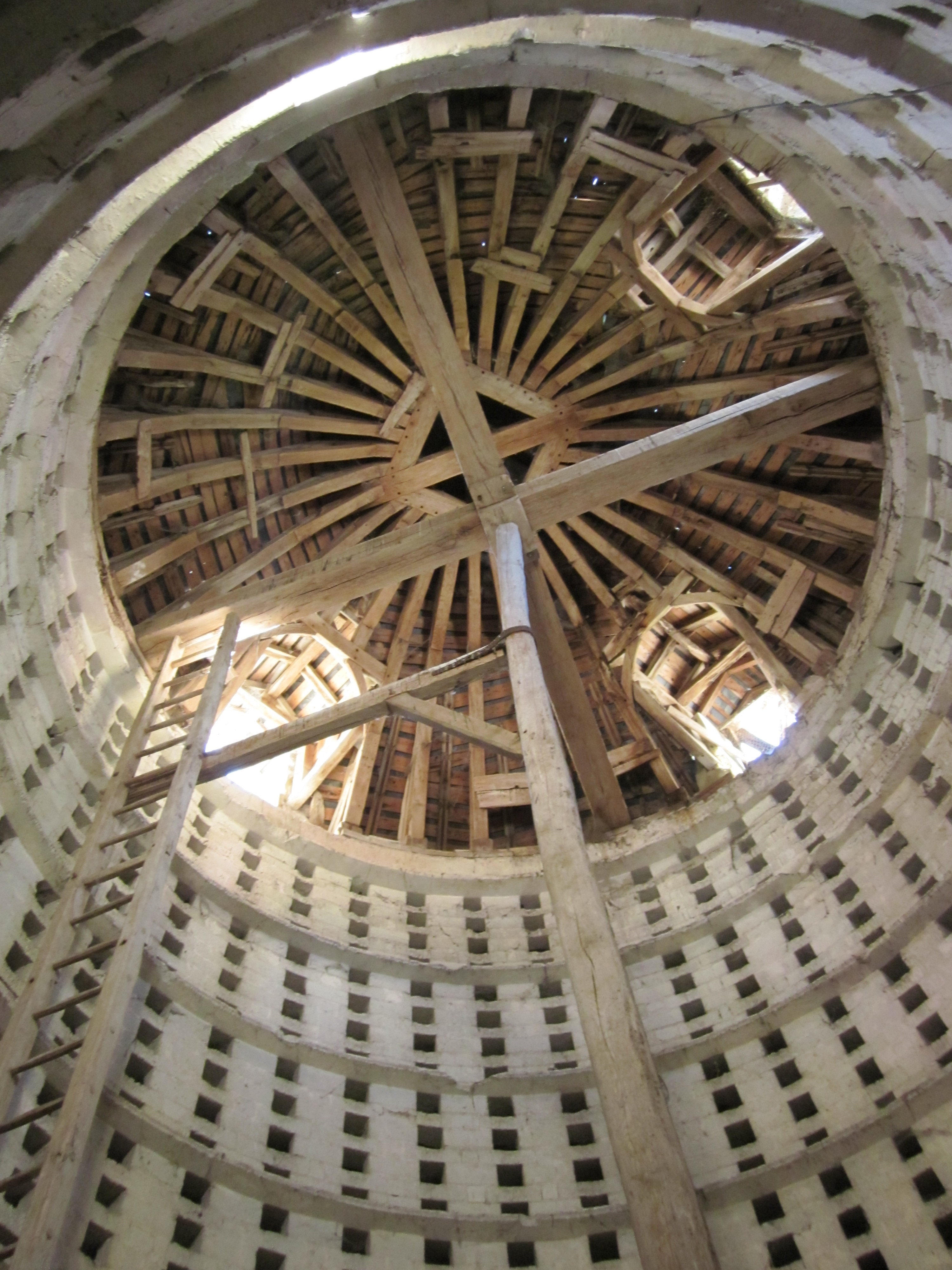
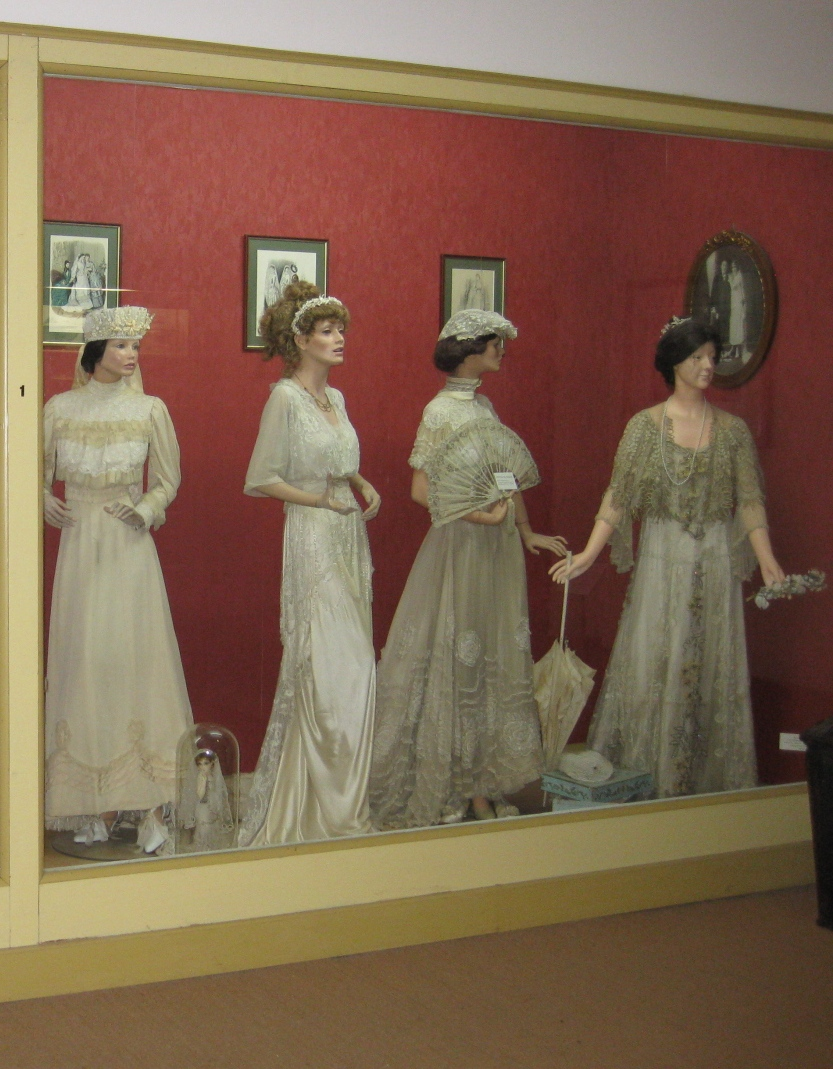
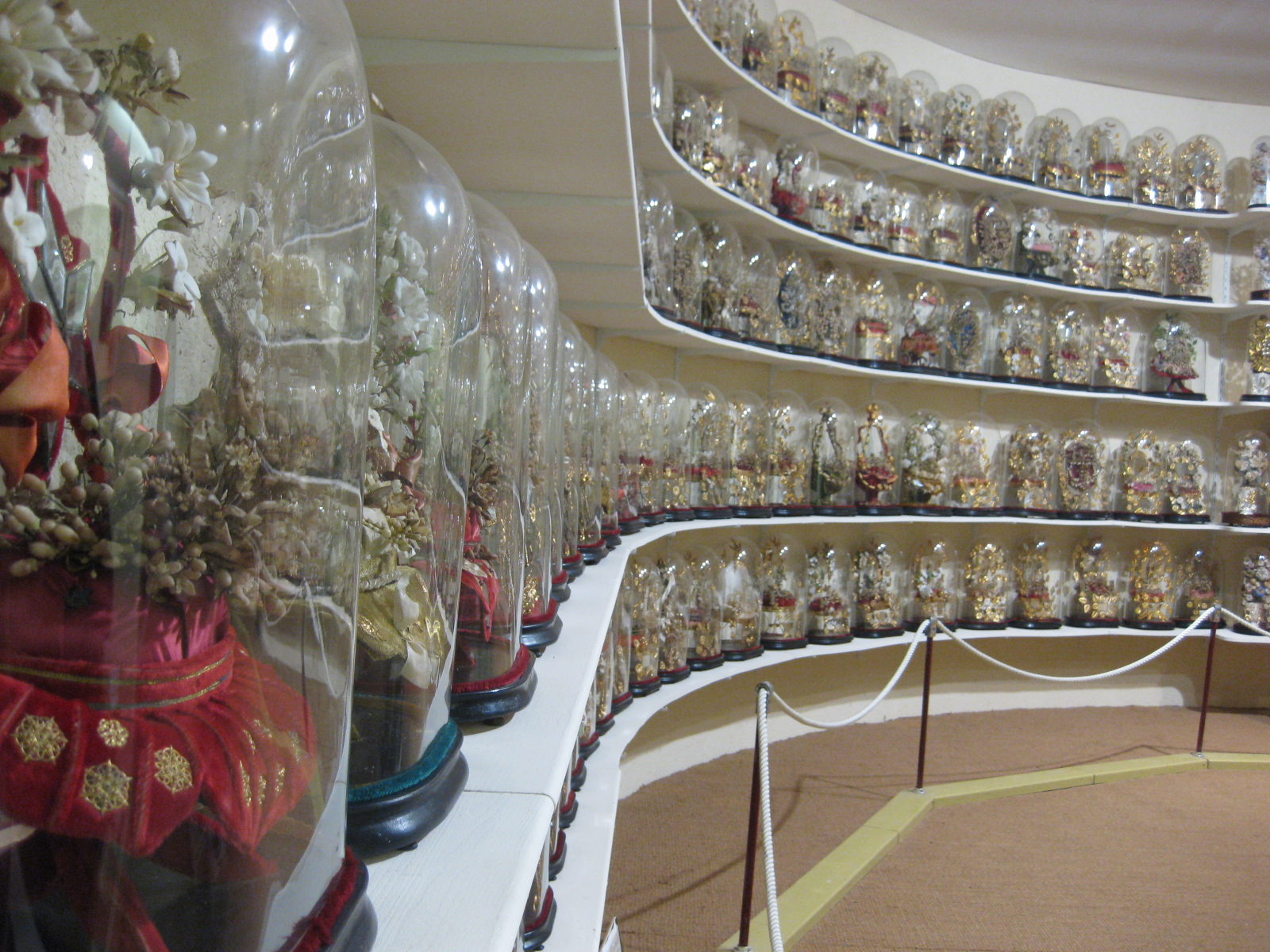
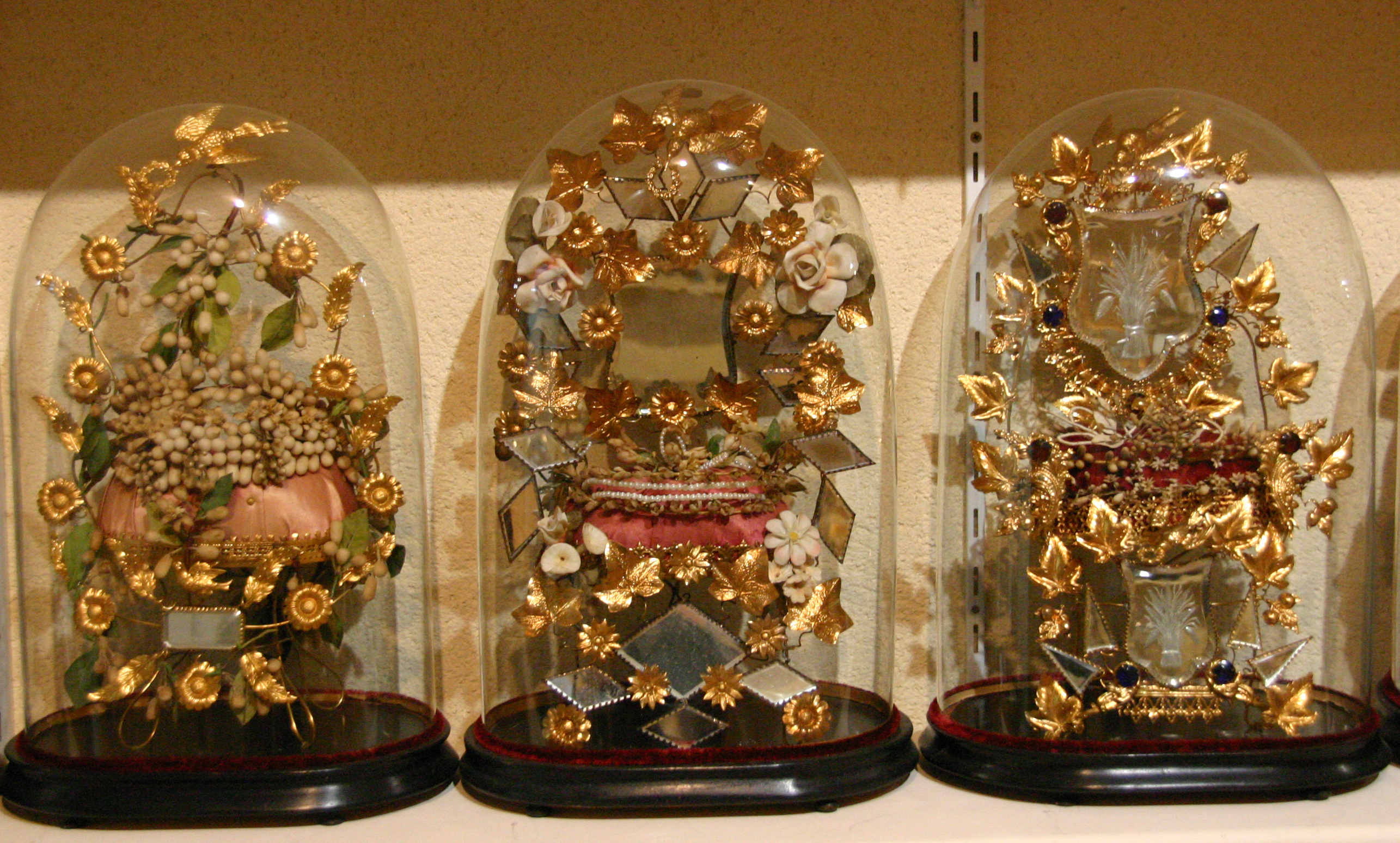